# 尼克·格林 (赛艇运动员)
尼克·格林（英語：Nick Green，1967年10月4日—），澳大利亚男子赛艇运动员。他曾代表澳大利亚参加1992年和1996年夏季奥林匹克运动会赛艇比赛，获得二枚金牌，均来自男子四人单桨无舵手项目。